# Solhem
Solhem est un quartier du district de Järva à Stockholm en Suède.

## Situation
Solhem est un quartier de Västerort. 
Solhem est limitrophe  des quartiers de Bromsten, Bromma, Tensta, Lunda, Kälvesta, Flysta ainsi que de la commune de Sundbyberg et de Sundby.

## Constructions
La construction de logements dans la zone a commencé lorsque la liaison ferroviaire entre Stockholm et Västerås a été achevée en 1876. En 1904, la société AB Hem på landet, dont les fondateurs comprenaient le fondateur d'Ericsson, Lars Magnus Ericsson, a commencé à vendre des terrains dans la zone. La même année, le nom de Solhem est également adopté. En 1907, 160 maisons avaient été construites dans le quartier.
Le nombre de maisons a augmenté au cours des années 1920 et 1930, bien qu'à un rythme un peu plus lent. Au cours des années 1930, un centre a été construit autour de la gare de Spånga avec des immeubles d'habitation bas avec des commerces au rez-de-chaussée. En 1930, 425 parcelles furent construites.
A Solhem, une église missionnaire a également été construite sur une colline au-dessus du centre. Elle a été fermée en 1973, lorsque la congrégation de la mission Spånga a déménagé dans la nouvelle église de Tensta, située dans le quartier de Tensta alors nouvellement construit. Le bâtiment demeure et appartient aujourd'hui au corps des scouts de Spånga et est utilisé pour les propres activités des scouts et comme école maternelle.
Le lycée de Spånga a été construit en 1945, agrandi en 1954 et 1964 et rénové en 2007.
Au cours des années 1960, de nombreux grands terrains ont été découpés et de nouvelles villas ont été construites sur ces terrains, dans un style moderne. Durant cette période, plusieurs îlots de maisons mitoyennes ont également été construits.
Au début des années 2000, la première nouvelle zone résidentielle,  la plus grande depuis de nombreuses années, a été construite à Solhem. Des maisons de ville et des maisons jumelées ont été construites sur Avestagatan, conçues par l'architecte Marianne Ocklind. A l'ouest du centre, le quartier Finnbo a été construit avec des immeubles résidentiels, achevés en 2008.

## Galerie

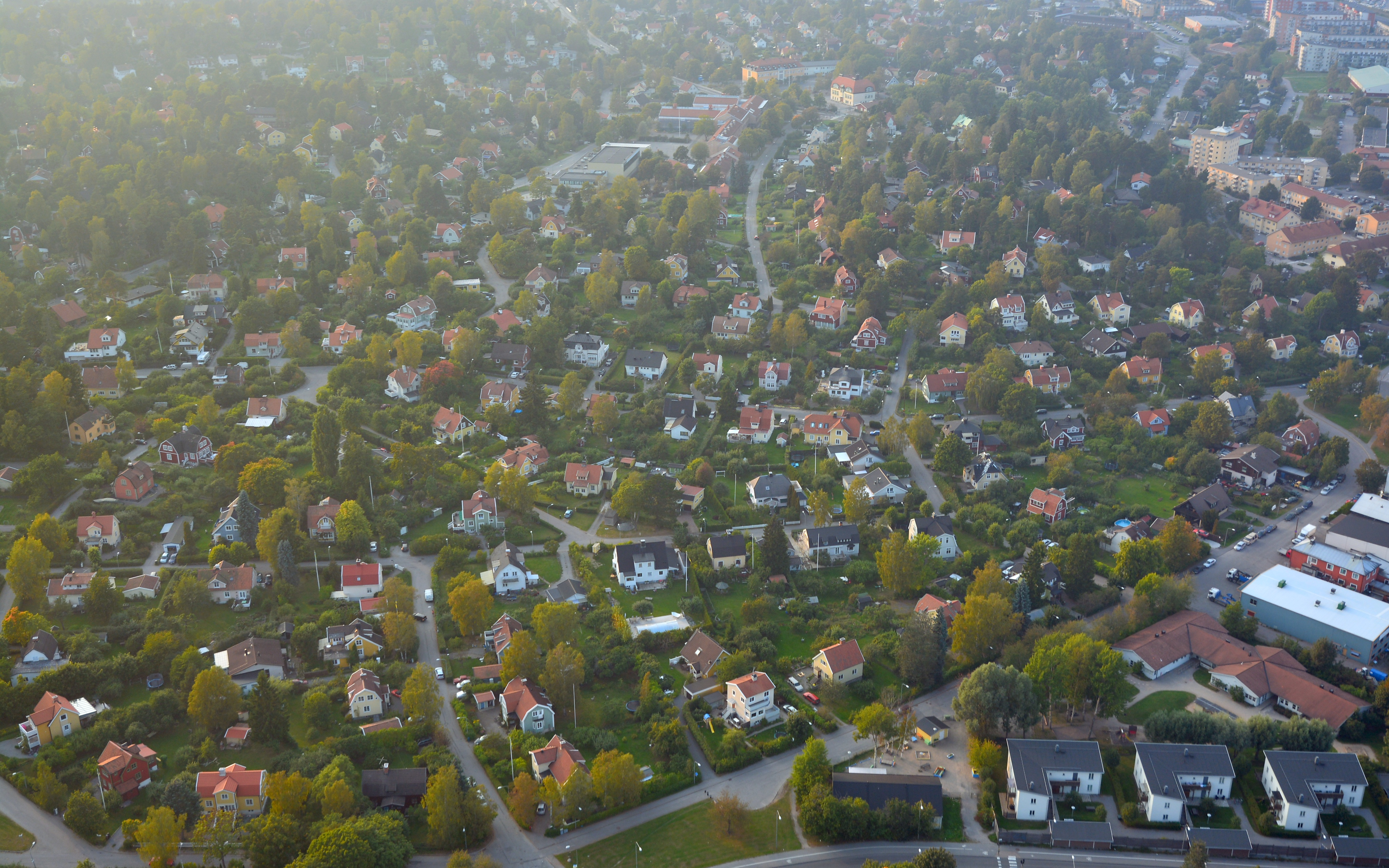
Vue aérienne de Spånga.
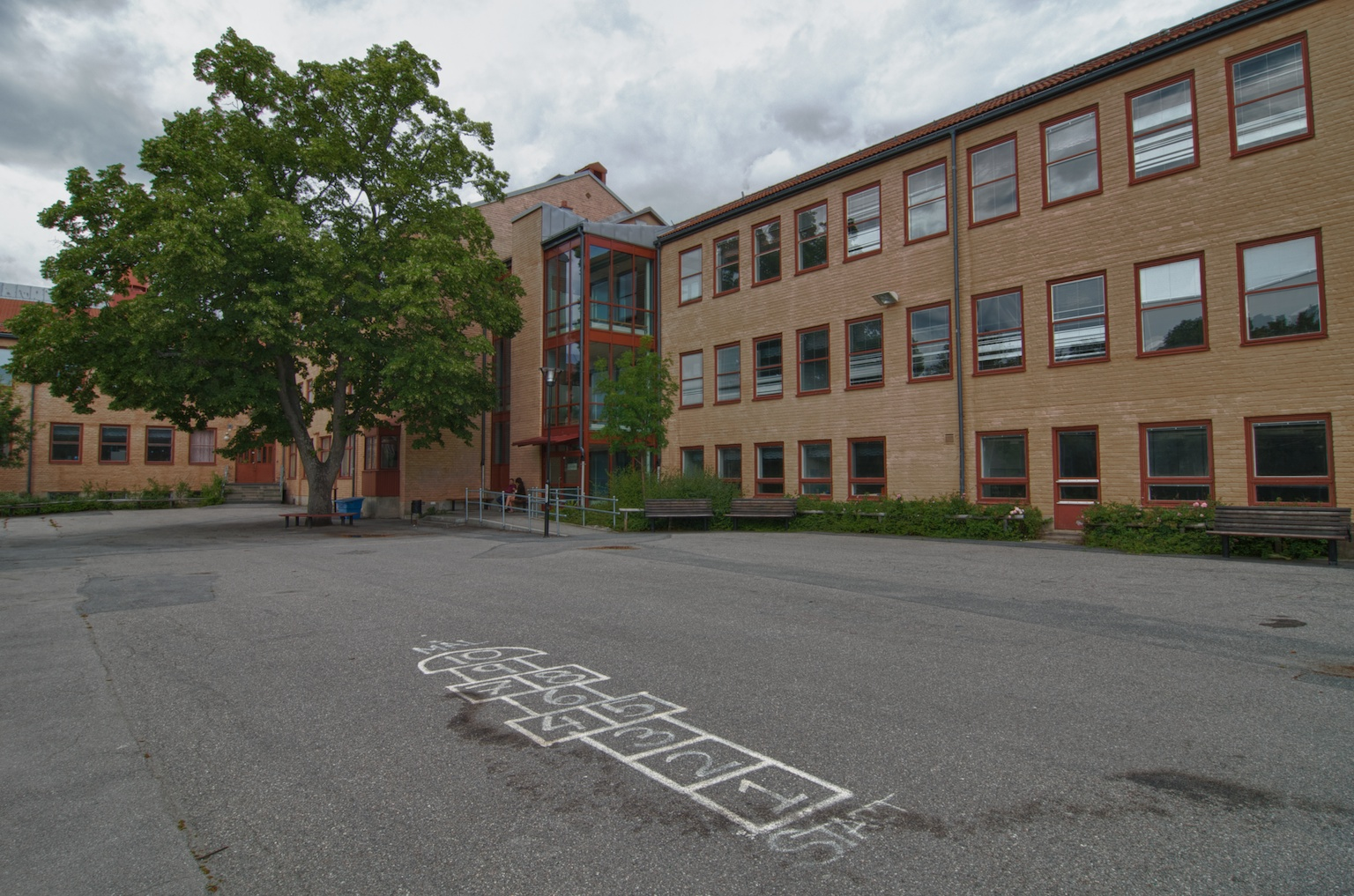
Lycée de Spånga.
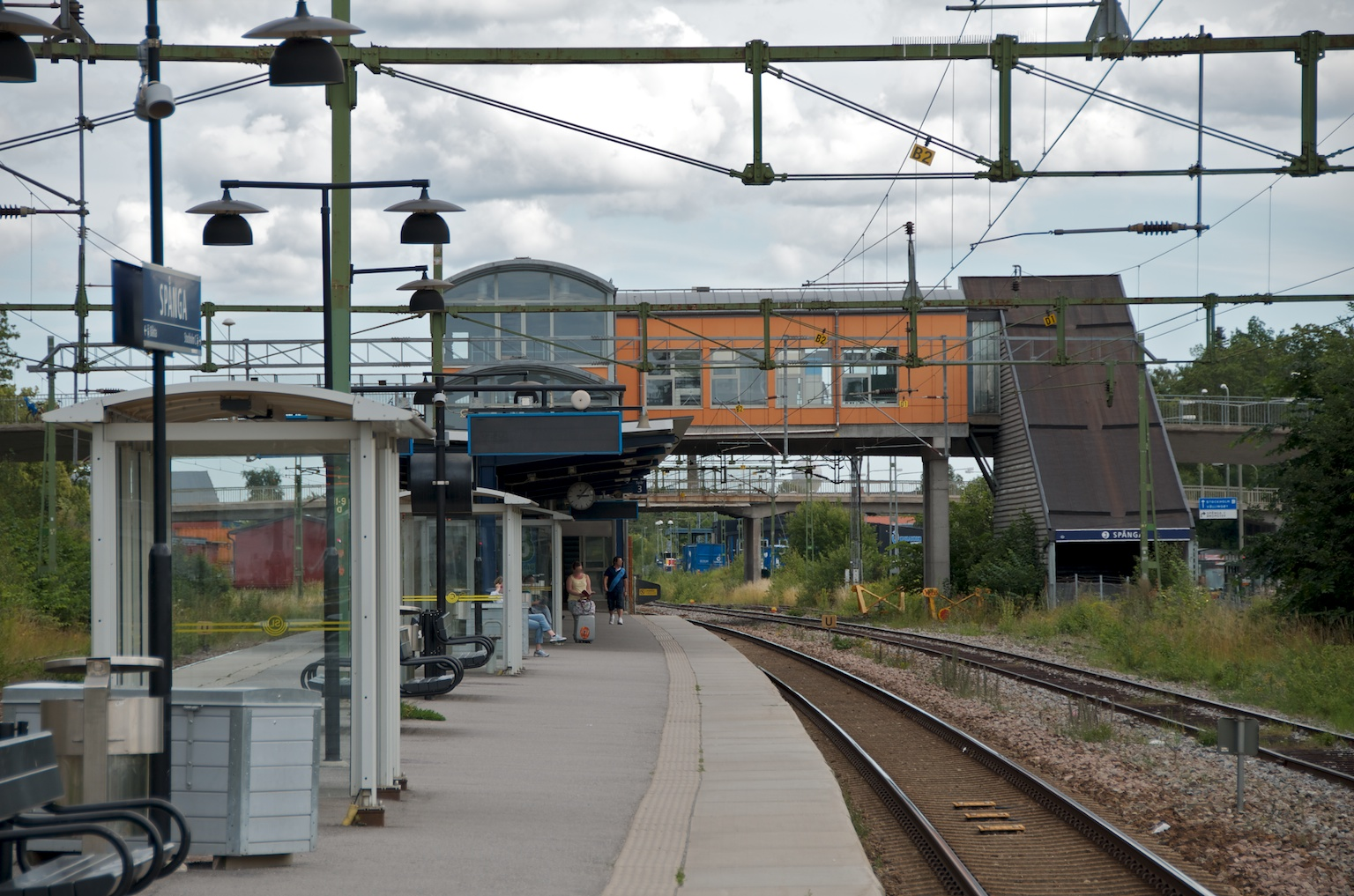
Gare de Spånga.
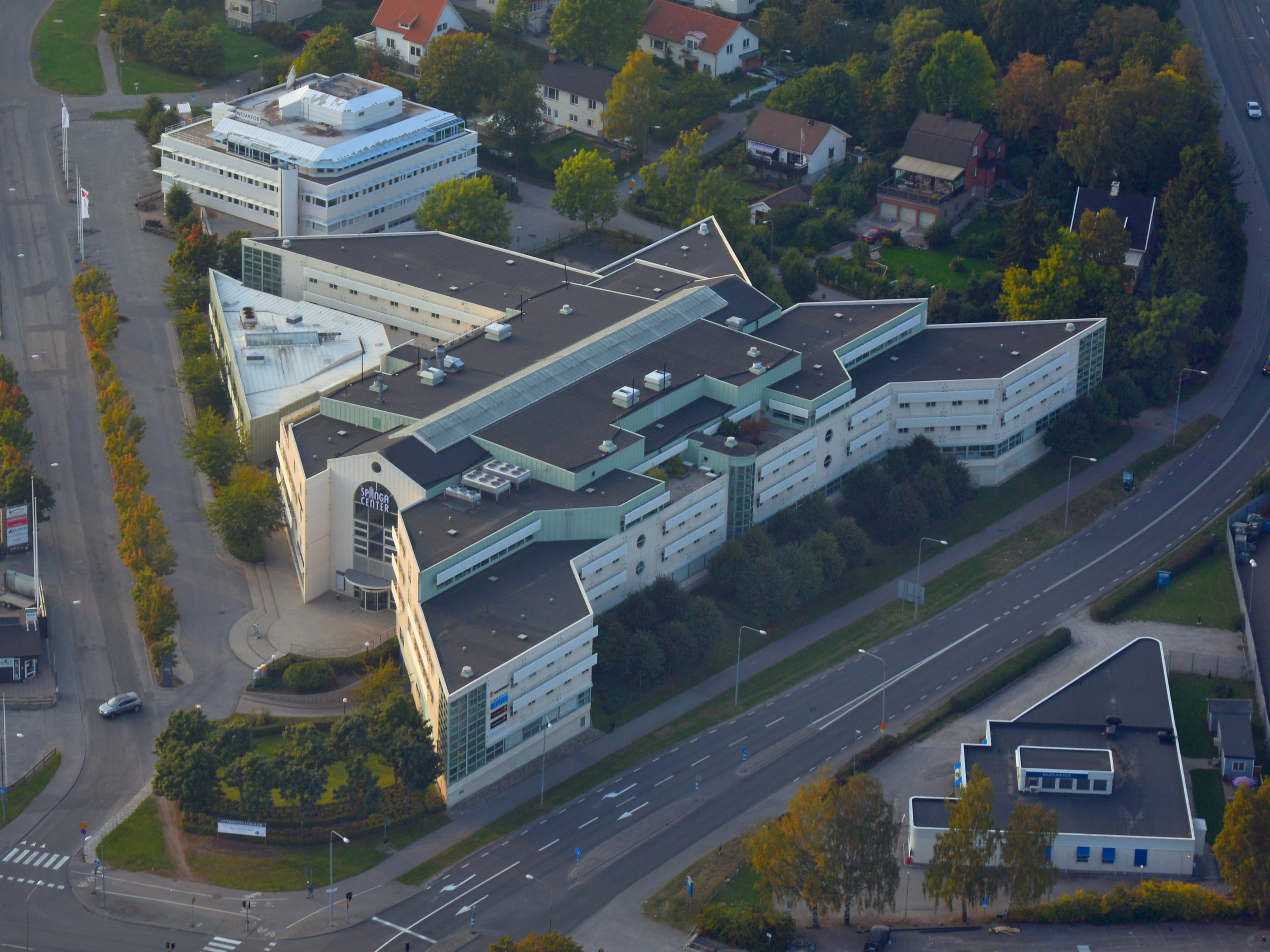
Centre de Spånga.